# Micrurus mipartitus
Espèce
Synonymes
- Elaps mipartitus Duméril, Bibron & Duméril, 1854
- Elaps decussatus Duméril, Bibron & Duméril, 1854
- Elaps semipartitus Jan, 1858
- Elaps anomalus Boulenger, 1896
- Elaps fraseri Boulenger, 1896
- Elaps mentalis Boulenger, 1896
- Elaps calamus Boulenger, 1902
- Elaps aequicinctus Werner, 1903
- Elaps microps Boulenger, 1913
- Micrurus mipartitus multiscutatus Rendahl & Vestergren,1940

Micrurus mipartitus est une espèce de serpents de la famille des Elapidae. 

## Répartition
Cette espèce se rencontre au Costa Rica, au Panamá, en Colombie, en Équateur et au Venezuelaet au bresil.

## Description
C'est un serpent venimeux.

## Liste des sous-espèces
Selon The Reptile Database (12 septembre 2011) :
- Micrurus mipartitus mipartitus (Duméril, Bibron & Duméril, 1854)
- Micrurus mipartitus anomalus (Boulenger, 1896)
- Micrurus mipartitus decussatus (Duméril, Bibron & Duméril, 1854)
- Micrurus mipartitus popayanensis Ayerbe, Tidwell & Tidwell, 1990
- Micrurus mipartitus rozei Golay, Chiszar, Smith & Breukelen, 1999

## Publications originales
- Ayerbe, Tidwell & Tidwell, 1990 : Observaciones sobre la Biología  y comportamiento de la Serpiente coral "rabo de ají" (Micrurus mipartitus). Descripción de una subespecie nueva. Revista Novedades Colombianas, vol. 2, p. 30-41 (texte intégral).
- Boulenger, 1896 : Catalogue of the snakes in the British Museum. London, Taylor & Francis, vol. 3, p. 1-727 (texte intégral).
- Duméril, Bibron & Duméril, 1854 : Erpétologie générale ou histoire naturelle complète des reptiles. Tome septième. Deuxième partie, p. 781-1536 (texte intégral).
- Golay, Chiszar, Smith & Breukelen, 1999 : The proper name for the Venezuelan red-tailed coral snake. Acta Biologica Venezuelica, vol. 19, no 4, p. 73-75.